# Råcksta Centrum (skylt)

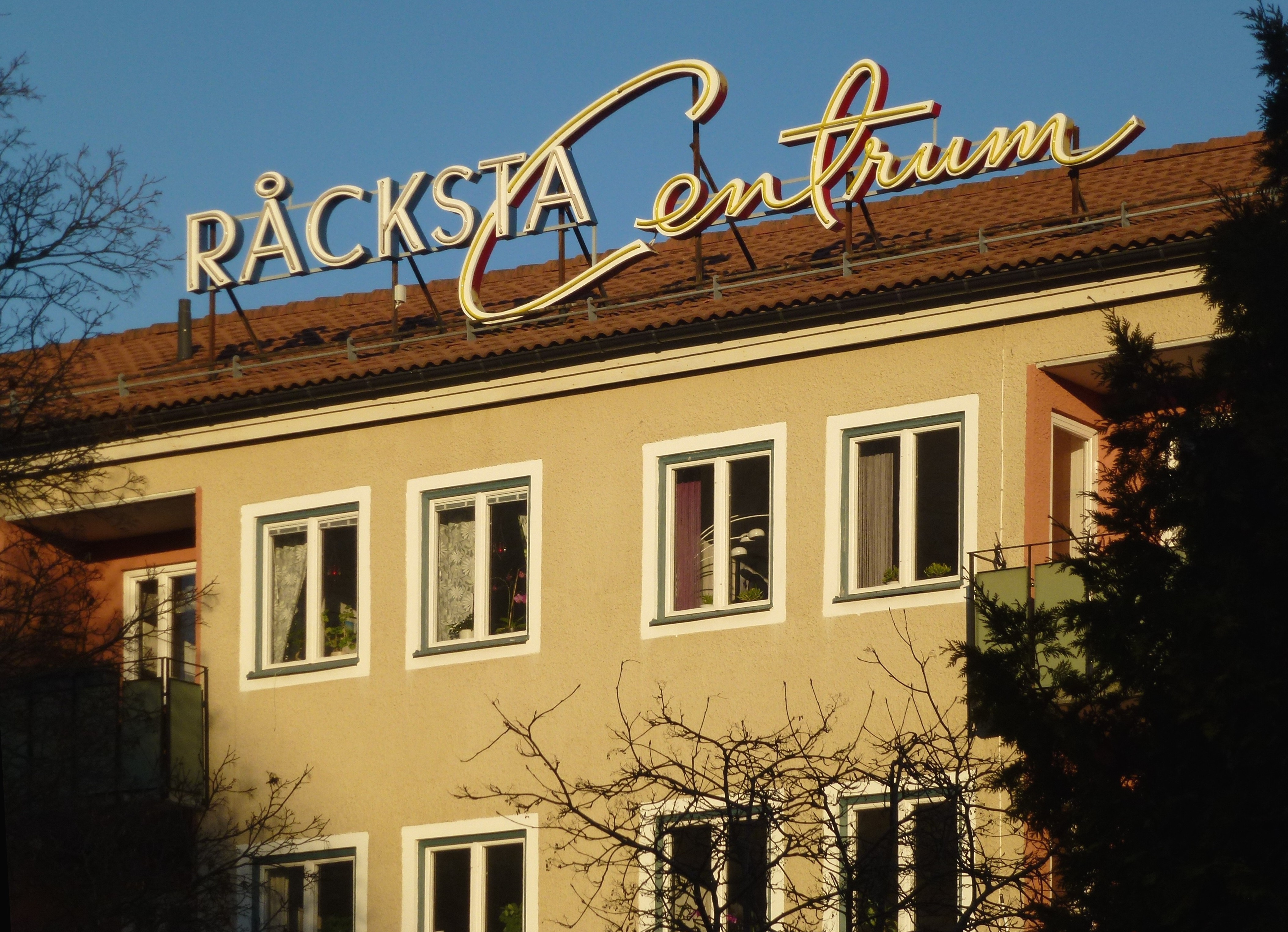
Råcksta Centrum

Råcksta Centrum är en neonskylt belägen i Råcksta i västra Stockholm. Skylten är från 1950-talet och renoverades 2011.
Skylten med ordet "RÅCKSTA" i grönt, kompletterad med den slängiga texten "Centrum" i gult, placerades på 1950-talet på hustaket av en byggnad i förortens centrum. 1950-talets mer kända neonskyltar hade sällskap av många små neonskyltar utanför butiker där de i neonrött, blått eller grönt visade vägen för kunderna med texter som BLOMMOR, FRISÖR, TOBAK och KONDITORI. I dag är det mesta av 1950-talets lysande kulturarv borta, men skylten Råcksta Centrum renoverades år 2011 och strålar nu i sin forna glans igen. Arbetet utfördes av företaget Argonneon som renoverade neonrören och bytte ut kablarna.
År 2012 vann skylten tävlingen Lysande skylt med motiveringen: Råcksta Centrum i neon lyser både kaxigt och lågmält. Skylten stiger mot natthimlen i en elegant kombination av rörelse och dynamik. 1950-talets kulturarv tänds varje kväll i Råcksta. Sammanlagt 370 personer var med och röstade fram Råckstaskylten.
Bland de övriga nominerade var:
- "DN-skylten", Marieberg.
- "NK-klockan", Hamngatan 18–20.
- "Drick Ramlösa", Tegelbacken.

Den tidstypiska neonskylten sitter fortfarande på fasaden ovanför Råcksta krog mot Multrågatan och vittnar om att detta är ett centrum med anor.